# Uljin
Der Landkreis Uljin (kor.: 홍성군, Uljin-gun) befindet sich in der Provinz Gyeongsangbuk-do in Südkorea. Der Verwaltungssitz befindet sich in der Stadt Uljin-eup. Der Landkreis hatte eine Fläche von 989 km² und eine Bevölkerung von 50.810 Einwohnern im Jahr 2019.
Das Kernkraftwerk Hanul, eines von vier Kernkraftwerken in Südkorea, befindet sich in hier. Die Anlage verfügt derzeit über sechs Reaktoren und ist eine der wichtigsten Beschäftigungsquellen für den Landkreis und die Region. Daneben spielen die Fischerei und die Landwirtschaft eine wichtige Rolle.

## Söhne und Töchter des Landkreises

Lage des Landkreises in Gyeongsangbuk-do

- Yoo Young-kuk (1916–2002), Maler
- Joo Ho-young (* 1961), Politiker